# Парандовский, Ян
Ян Парандовский (пол. Jan Parandowski; 11 мая 1895, Львов, Австро-Венгрия — 26 сентября 1978, Варшава, ПНР) — польский писатель, переводчик, публицист.

## Биография
Родился 11 мая 1895 в городе Львов. Внебрачный сын украинского священника и профессора Львовского университета Ивана Бартошевского и Юлии Парандовской. Окончил 4-ю классическую гимназию Яна Длугоша, в 1913 поступил во Львовский университет. Будучи студентом, участвовал во многих раскопках на территории Европы. Обучение было прервано из-за начавшейся войны, во время которой Парандовский был интернирован в России, где преподавал в школах в Воронеже и Саратове. В это же время он вступил в брак с писательницей Аурелией Вылежинской.
В 1920 смог продолжить обучение и в 1923 получил звания магистра классической филологии и археологии. В 1922—1924 годах был литературным руководителем в издательстве Альфреда Альтенберга, сотрудничал с польскими журналами. В 1924—1926 Ян Парандовский путешествует по Европе, в 1929 году переезжает в Варшаву, где проживает на улице Бема, 70.
В 1930—1931 гг. был одним из двух редакторов научно-литературного журнала «Паментник варшавский». В 1933 году Парандовский избирается председателем Пен-клуба польских писателей. В 1937 году получает награду Польской академии литературы за выдающееся литературное творчество. В 1945—1946 он преподаёт в Люблинском католическом университете на кафедре древней культуры. С 1948 г. — член Варшавского научного общества. В 1962 году стал вице-президентов международного ПЕН-клуба. Дважды номинировался на Нобелевскую премию, в 1957 и 1959 годах. В 1975 году получил звание доктора honoris causa христианской философии в Католическом университете Люблина.
Умер в 1978 году. Записи некролога: «Парандовский посвятил всё своё творчество распространению великих традиций европейского гуманизма».

## Творчество
В 1913 году вышла его первая серьёзная статья о Ж.-Ж. Руссо. В дальнейшем Парандовский увлёкся античностью. Большинство его статей, рассказов, эссе посвящена именно этой теме. Известность у широкого читателя он приобрёл благодаря своей книге «Мифология». В 1933 году вышла книга «Олимпийский диск». За неё Парандовский получил бронзовую медаль на конкурсе искусств на Олимпийских летних играх в Берлине, в 1936 году. Среди довоенной прозы писателя выделяется автобиографический роман «Небо в огне» (1936). После войны он издал ещё ряд произведений, в том числе книгу о Петрарке (1956) и книгу рассказов о детстве «Солнечные часы» (1953). Также Парандовский перевёл книги Юлия Цезаря «О гражданской войне» (1951), Лонга «Дафнис и Хлоя» (1948), «Одиссею» Гомера (1953). Однако основным его трудом считается книга «Алхимия слова» (1951).

## Издания на русском языке
- Избранное. — М.: Художественная литература, 1981.
- Небо в огне. — М.: Художественная литература, 1969.
- Мифология. Верования и легенды греков и римлян. — М.: Детская литература, 1971. — 272 с. — 75 000 экз.
- Алхимия слова. — М.: Прогресс, 1972.
- Олимпийский диск. — М.: Прогресс, 1979.
- Олимпийский диск. — М.: Физкультура и спорт, 1980.
- Алхимия слова. Олимпийский диск. — М.: Прогресс, 1982.
- Алхимия слова. Петрарка. Король жизни. — М.: Правда, 1990.
- Эрос на Олимпе. — М.: Профиздат, 1991.